# Tillandsia 'Curra'
Tillandsia 'Curra' es un  cultivar híbrido del género Tillandsia perteneciente a la familia  Bromeliaceae.
Es un híbrido creado en el año 1984 con las especies Tillandsia concolor × Tillandsia ionantha.